# Никанор (Бровкович)
Архиепископ Никанор (в миру Александр Иванович Бровкович; 20 ноября 1826 — 27 декабря 1890) — епископ Русской православной церкви, архиепископ Херсонский и Одесский, духовный писатель, философ.
Доктор богословия.

## Биография
Родился 20 ноября 1826 года в семье священника Могилёвской епархии.
Семья Бровковичей принадлежала к старинному дворянскому роду, одна ветвь которого пошла по дороге духовного служения, что для Малороссии и Белоруссии не было исключительным. Детство Александра Бровковича протекло в сельской обстановке. По его воспоминаниям, семья его работала собственными руками, хотя вообще его родители жили зажиточно.
Первоначально учился в Могилёвском духовном училище, состоя, вместе с тем, певчим в могилёвском архиерейском хоре.
В 1842 году в 15-летнем возрасте как один из лучших воспитанников духовной семинарии был вызван в образцовую тогда Санкт-Петербургскую духовную семинарию. Затем как первый по успеваемости студент своего курса Александр Бровкович поступил в 1847 году в Санкт-Петербургскую духовную академию.
Во время обучения в семинарии у Александра обнаружилось тяготение к монашеству, а когда он перешёл в академию, то в атмосфере академической жизни намерение принять иночество у него окончательно созрело. Отец его решительно противился намерению сына и всячески отговаривал его; но сам отец Иван Бровкович скончался в 1847 году. Это сиротство ещё более подтолкнуло его к монашеству.
16 сентября 1850 года пострижен в монашество; 26 сентября рукоположён во иеродиакона; 30 июня 1851 года — во иеромонаха.
По окончании академического курса в 1851 году первым магистром (то есть первым по успеваемости на своём курсе), иеромонах Никанор по тогдашнему академическому обычаю оставлен в академии и назначен 29 сентября бакалавром, первоначально по кафедре обличительного богословия.
Молодой бакалавр с ревностью взялся за научную работу. Наука обличительного богословия в то время была не разработана, и Никанору пришлось прокладывать новые пути. Бакалавр справился с задачей, сумел скоро ориентироваться в предмете и заинтересовать им студентов.
Через год преподавательства Никанора к занятиям его по обличительному богословию были присоединены ещё новые — чтение лекций по введению в православное богословие, науке, введённой в академию тогдашним ректором Макарием (Булгаковым).
8 декабря 1852 года получил звание магистра.
Иеромонах Никанор, в противоположность обычной системе тогдашнего академического преподавания, в лекциях нередко касался современных отрицательных течений, критически разбирая их перед студентами; науке основного богословия он старался дать постановку жизненную, а не схоластическую, каковой характер она носила у Макария. Эти новшества показались некоторым подозрительными; слухи о них стали распространяться в духовных кругах, и в конце концов академическое начальство заподозрило и обвинило бакалавра Никанора в неправославии. Такое обвинение послужило для Бровковича источником многих и долгих неприятностей. Его едва не удалили из академии, и только выдающиеся дарования Никанора спасли его от этой участи. Тем не менее, его сместили с кафедры основного богословия, предоставив читать лекций лишь по богословию обличительному и по расколу.
25 апреля 1856 года был назначен ректором Рижской духовной семинарии. 29 апреля года возведён в сан архимандрита. Кроме ректорских обязанностей, занимался запущенными делами консистории, продолжал и свои научные занятия по вопросу о главенстве папы и описанию раскольнических рукописей.
С 1 декабря 1857 года (по другим источникам, с февраля 1858 года) — ректор Саратовской духовной семинарии и настоятель саратовского Спасо-Преображенского монастыря. В саратовской семинарии перестроил семинарию и духовное училище, большей частью на им же изысканные средства. В саратовском монастыре он переделал три церкви, устроил и открыл большое кладбище, построил две часовни. Под конец пребывания в Саратове Никанор усиленно занялся изучением местного раскола. В это время возникла для него новая неприятность из-за его «описания» раскольнических рукописей.
На 1864—1865 годы был вызван в Санкт-Петербург на чреду служения.
С 5 ноября 1865 — ректор Полоцкой духовной семинарии.

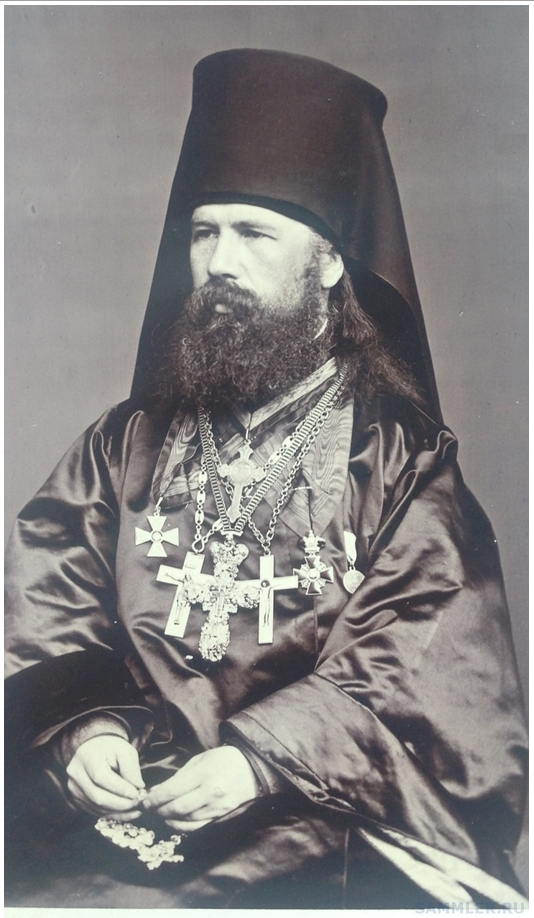
Архимандрит Никанор (Бровкович) в должности ректора Казанской духовной академии

29 июля 1868 года переведён на ректорство в Казанскую духовную академию. На его долю выпало подготовить Казанскую академию к преобразованию по новому уставу 1869 года. С обычным своим административным тактом ректору Никанору удалось упорядочить ослабевшую в академии студенческую дисциплину и завести новые улучшенные порядки.
10 октября 1869 года Святейшим синодом по представлению академической конференции ему присуждена учёная степень доктора богословия за сочинение «Разбор римского учения о видимом (папском) главенстве».
Будучи ректором академии, Никанор был в ней и профессором своего любимого предмета — основного богословия. По словам его слушателей в Казанской академии, лекции его отличались оживлённым, часто собеседовательным характером и ясностью. Он пользовался обыкновенно аналитическим методом, указывая в предмете его главнейшие стороны и разъясняя каждую из них. В своей аргументации он старался держаться одной научной и методической логики, учителем которой для него был петербургский профессор Василий Карпов.
В то время как ректор академии деятельно боролся с упадком студенческой дисциплины и тактичными мерами достиг этого, высшее начальство слало ему выговоры за недостаточный якобы присмотр за академией. Затем Никанор имел «неосторожность» сказать прочувствованное слово при погребении одного старого академического служителя. Слухи об этом дошли до Петербурга, где нашли «неприличным» говорить речь в честь сторожа: Иларион Чистович извещал Никанора, что митрополит Исидор (Никольский) видел в речи даже «кощунство». Этот инцидент опять затормозил производство Никанора в епископы.

## Архиерейское служение
4 июля 1871 года в Александро-Невской лавре хиротонисан во епископа Аксайского, викария Донской епархии; хиротонию совершали митрополит Новгородский Исидор (Никольский), епископ Тульский Никандр (Покровский) и епископ Кишинёвский Павел (Лебедев).
Около пяти с половиной лет пробыл епископ Никанор в Новочеркасске. Викариатство было очень бедное, как бедной была и сама Донская кафедра. К тому периоду относятся его работы над позитивной философией.
25 декабря 1876 года назначен на самостоятельную Уфимскую и Мензелинскую епархию.

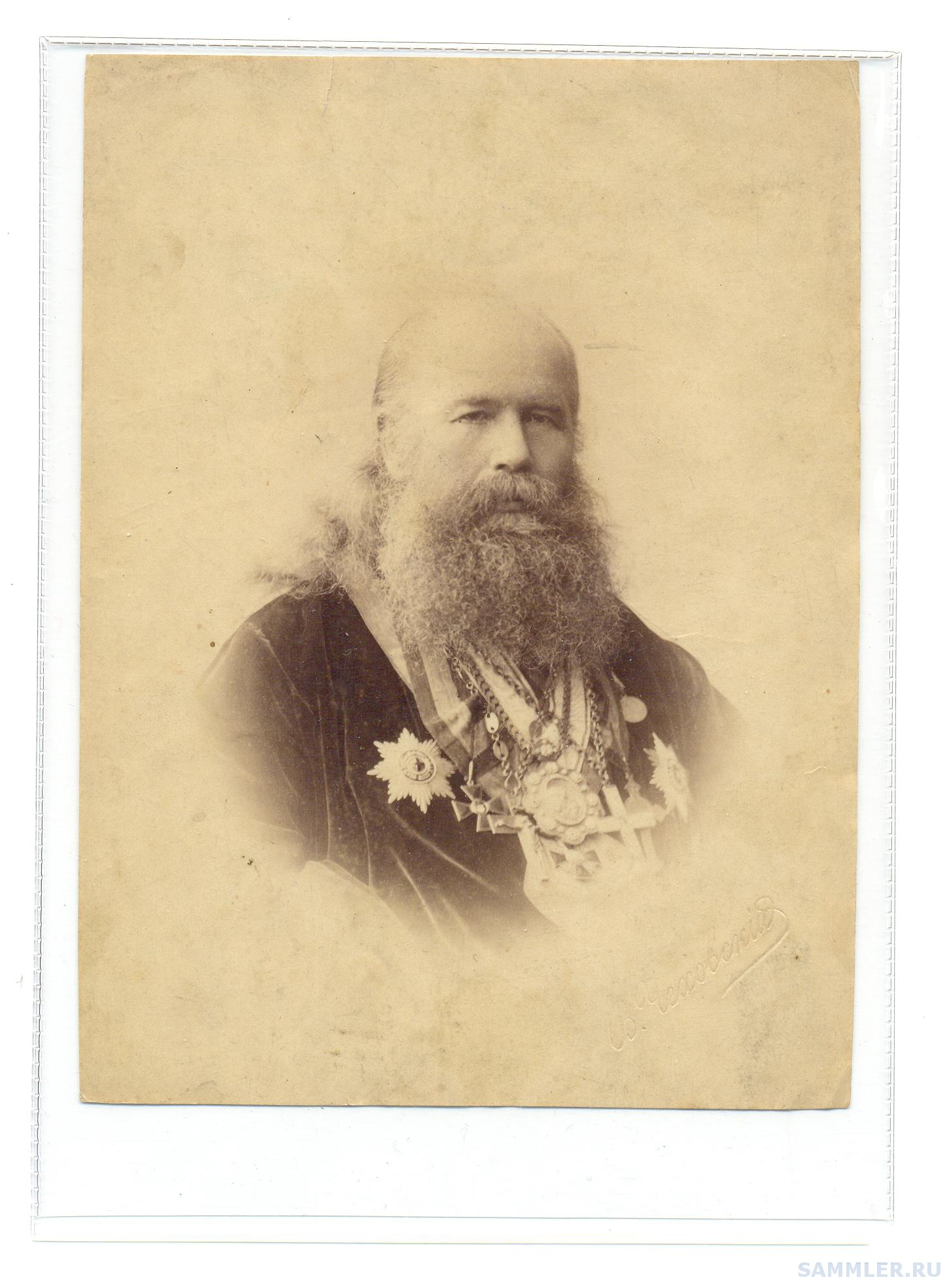
Архиепископ Никанор (Бровкович)

В Уфе епархия была новой: в ней числилось до 80 тысяч язычников, и туда требовался, по выражению тогдашнего обер-прокурора Дмитрия Толстого, человек свежий и энергичный. Первый самостоятельный епископский пост открывал для Никанора широкое поле деятельности миссионерской. Преосвященный вполне оправдал возлагавшиеся на него надежды. В одной из своих проповедей он так описывал результаты своего 7-летнего управления уфимской епархией.

Скажу смело, в Уфимской епархии за семь лет управления ею я был зрителем великой перемены. Я объехал здесь не только города и сёла, не только множество деревень, но много и таких пунктов, иногда даже без названий, куда пока не проникал ещё никакой культурный экипаж. Хмуро и узковато многое показалось мне сначала. Даже в подгородных селах, в первый год моего путешествия, меня встречало в церквах точным счетом от 5 до 11 человек, включая в это число и священника со всем причтом, а русское население при моем въезде в села случайно постаивало у своих изб да поглядывало на меня вполоборота с полнейшим равнодушием и рассеянностью, почесывая обращенные ко мне свои спины… Но смею сказать, что в том же году, во вторую мою поездку, эту рассеянность, это равнодушие унесло ветром. Сразу же я стал видеть всенародные встречи многотысячные, где выходили все, от стара до мала, со святыми иконами, с русскими хлебом-солью, с пением и ликами, с длинными крестными хождениями. По ночам видывал иллюминации, которые освещали ночную темень на несколько верст кругом. Проезжал я с экипажем по путям, где до меня люди перемещались то пешком, то на лыжах, или нередко верхом, и целые десятки верст этих дорог нарочно прокладывались к моему проезду вольным трудом православного и даже инородческого населения. Я не богатырский клич кликнул по этим пустыням, а просто с тяжкой болью сердца вздохнул: «Господи, да эти же люди живут без церкви и религии! Да здесь же церкви нужны!» И церкви выросли везде, где я указал; ни в одном пункте я не был обманут. В некоторых же самые указания мои предварены исполнением по инициативе самого народа. Я говорил народу и повторял: «Не обременяйте себя, в 10 лет можете построить церковь!» а глядишь, церкви строились меньше чем в 10 месяцев, церкви обширные, совершенно благоустроенные, всем нужным вполне обзаведенные. От крестьянина до купца и боярина все спешили нести на Божие дело свои лепты, от грошей до сотен и тысяч рублей. Училища и заводятся и работают повсюду, даже по деревням. Радовали особенно инородческие миссионерские училища, питомцы которых всюду образовали хорошие хоры, пели по-славянски и на инородческих языках, как по церквам, так и по домам и во время крестных хождений.

С 12 декабря 1883 года — епископ Херсонский и Одесский.
20 марта 1886 года возведён в сан архиепископа. В сентябре избран почётным членом Санкт-Петербургской духовной академии. К лету 1887 года он был вызван в Петербург для присутствования в Святейшем синоде и заседал в Синоде весь 1887/88 год, а потом и зимнюю сессию 1888/89 года.
Но здоровье владыки оказалось уже надломленным. У него развилась болезнь желудка, которая заявляла о себе иногда и раньше. Осенью 1890 года преосвященный ездил в Москву на консультацию к доктору Григорию Захарьину. Но врачи уже не могли спасти его от поразившей его водянки.
27 декабря 1890 года, около полуночи, скончался от рака желудка; был погребён в Спасо-Преображенском соборе Одессы. После разрушения собора в 1936 году останки перенесены в некрополь Одесского Свято-Успенского монастыря. Могила архиепископа Никанора находится в ряду могил епископов Херсонских.

## Публикации
- Описание некоторых сочинений, написанных русскими раскольниками в пользу раскола. Записки Александра Б. [В 2 частях]. — СПб., Издание Д. Е. Кожанчикова. Тип. Товарищества «Общественная Польза», 1861. — Ч. 1. [7], II, [5], 291 c.; Ч. 2. [3], 340 с. ил.
- Поучения. — Уфа, 1883.
- Беседа о том, что ересеучение графа Л. Толстого разрушает самые основы не только православно-христианской веры, но и всякой религии. — Одесса, 1889.
- Поучение о том, что ересеучение графа Л. Толстого разрушает основы общественного и государственного порядка. — Одесса, 1889.
- Общедоступное объяснение послания святого апостола Павла к римлянам. — 1891 (отзыв см. Церковный вестник. — СПб., 1891, № 51—52, с. 814).
- Поучения, беседы и речи: в 5 т. — Одесса, 1890—1891; 2-е изд. — 1900—1901.
- Полное собрание творений: в 7 т. — 3-е изд. — М., 1898—1899.
- Беседа о том, что не следует христианским проповедникам опровергать все лжеучения. — Одесса, 1889.
- Беседа о христианском супружестве: Против графа Льва Толстого. — Одесса, 1894.
- Церковь и государство: Против графа Толстого. — Одесса, 1890.
- Об антихристе, о воскресении мертвых. — Одесса, 1904.
- Слово о кресте в поучении ревнителям старого обряда. — СПб., 1893.
- О перстосложении для крестного знамения и благословения в обличение неправды мнимых старообрядцев. — СПб., 1890 // Отзыв см.: Церковные ведомости. — СПб., 1891, № 7, с. 112.
- Минувшая жизнь: Из быта белого и монашествующего духовенства второй половины XIX века: в 2 т. — Одесса, 1913.
- О театральных зрелищах в Великий пост (поучения). — М., 1889.
- О значении семинарского образования. — Одесса, 1891.
- Описание некоторых сочинений, написанных русскими раскольниками в пользу раскола: в 2 т. — СПб., 1861.
- Разбор римского учения о видимом главенстве папы в Церкви на основании предания первых веков христианства до I Вселенского Собора. — СПб., 1856, Казань, 1871 // См. отзыв: Церковный вестник. — СПб., 1891, № 7, с. 112.
- Биографические материалы. — Одесса, 1900. — Т. 1.
- Позитивная философия и сверхчувственное бытие (критика на критику чистого разума Канта): в 3 т. — СПб. (1 т.— 1875, 2 т.— 1876, 3 т.— 1888).

- Как хорошо умирают верующие в Господа Иисуса // Душеполезный собеседник. — М., 1907, с. 348—349.
- Приветственная речь в Елисаветградском соборе // Прибавления к «Церковным ведомостям». — СПб., 1888, № 36, с. 973.
- Поучение на храмовой день святого апостола Андрея Первозванного // Прибавления к «Церковным ведомостям». — СПб., 1888, № 31—32, с. 870.
- О долге духовного пастыря // Прибавления к «Церковным ведомостям». — СПб., 1888, № 43, с. 1180.
- Беседа на утрени Великия Субботы // Прибавления к «Церковным ведомостям». — СПб., 1889, № 19, с. 515.
- Братьям славянам // Прибавления к «Церковным ведомостям». — СПб., 1889, № 12, с. 319.
- Поучение в день празднования 50-летия воссоединения западно-русских униатов 8/IV—1889 в Вильне // Прибавления к «Церковным ведомостям». — СПб., 1889, № 24, с. 671.
- Беседа в церкви Новороссийского университета // Прибавления к «Церковным ведомостям». — СПб., 1889, № 38, с. 1121.
- Беседа в Лазареву Субботу // Прибавления к «Церковным ведомостям». — СПб., 1889, № 14, с. 394.
- Жены мироносицы, Христос Воскресе // Прибавления к «Церковным ведомостям». — СПб., 1889, № 15—16, с. 427.
- Беседа в день Благовещения Пресвятой Владычицы нашей Богородицы // Прибавления к «Церковным ведомостям». — СПб., 1889, № 17, с. 449.
- Послание по поводу распространения штунды и других видов сектантства // Прибавления к «Церковным ведомостям». — СПб., 1889, № 49, с. 1367.
- Поучение в день Рождества Христова // Прибавления к «Церковным ведомостям». — СПб., 1888, № 52, с. 1523.
- Происхождение и значение штунды в жизни русского народа // Прибавления к «Церковным ведомостям». — СПб., 1890, № 45, с. 1508.
- Смерть не страшна // Прибавления к «Церковным ведомостям». — СПб., 1891, № 32, с. 1068.
- Поучение в день Рождества Господа и Бога и Спаса нашего Иисуса Христа // Прибавления к «Церковным ведомостям». — СПб., 1891, № 51, с. 1831.
- Ночь страстей и воскресения Христовых // Русский паломник. — 1895, № 13, с. 194—198.
- Беседа: «Есть ли что еретическое в латинской церкви?» // Прибавления к «Церковным ведомостям». — СПб., 1888, № 34, 35, 37, 38.
- Поучение при освящении здания общежития для учеников Одесской духовной семинарии // Прибавления к «Церковным ведомостям». — СПб., 1890, № 41, с. 1363.
- Поучение к воспитанникам учительской семинарии // Прибавления к «Церковным ведомостям». — СПб., 1891, № 12, с. 369.
- Слово в день Святой Пасхи // Прибавления к «Церковным ведомостям». — СПб., 1891, № 16—17, с. 511.
- Беседа в Неделю блудного сына, при поминовении раба Божия Александра (поэта Пушкина) по истечения пятидесятилетия по смерти его. — М., 1889
- Последнее слово архипастыря к пастве 25 декабря 1890 г. // Церковные ведомости. — СПб., 1891, № 1, с. 12.
- Тысячелетний юбилей святого Мефодия первоучителя Славенского 6/IV—1885 г. // Православное обозрение. — М., 1885, июль, с. 383.
- Беседа в день перенесения мощей святого князя Александра Невского в 100-летний юбилей г. Николаева // Православное обозрение. — М., 1890, сентябрь, с. 3.
- Беседа в защиту Библии. Беседа в день празднования 100-летия завоевания г. Одессы (Хаджибея) // Православное обозрение. — М., 1889, сентябрь, с. 115,162.
- Слово в день мытаря и фарисея // Православное обозрение. — М., 1884, февраль, с. 324.
- Воззвание к херсонской пастве // Православное обозрение. — М., 1886, январь, с. 18. Речь по наречении во епископа Аксайского 30/VI—1871 г. // Православное обозрение. — М., 1871, июль, с. 216.
- Прощальная речь в Казанской духовной академии // Православный собеседник. — Казань, 1871, июнь, с. 189.
- В день святых первоверховных апостолов Петра и Павла // Журнал Московской Патриархии. М., 1988. — № 7. — С. 46-49.
- Где Ты, Господи?.. (из «Троицких листков») // Журнал Московской Патриархии. М., 1989. — № 4. — С. 31.
- Столпы Церкви // Журнал Московской Патриархии. М., 1992. — № 5. — С. 5-7.
- Памяти Святителя Московского Филарета // Журнал Московской Патриархии. М., 1995. — № 11. — С. 61-64.

## Прочие сведения
Основной труд епископа Никанора «Позитивная философия и сверхчувственное бытие» в трёх томах — философский труд, в котором автор попытался с научных позиций обосновать существование Бога и бессмертия человеческой души. Третий том трактата вышел с подзаголовком: «Критика на критику чистого разума Канта».